# Piłaki Wielkie
Piłaki Wielkie (Duits: Groß Pillacken; 1923-1945: Steinwalde) is een plaats in het Poolse woiwodschap Ermland-Mazurië, in het district Węgorzewski. De plaats maakt deel uit van de landgemeente Pozezdrze.